# Христо Дума
 Тази статия е за югославския лекар.  За гръцкия революционер вижте Христос Думас.  
Христо Александров Дума (на македонска литературна норма: Христо Дума) е виден лекар, педиатър от Република Македония, основател на педиатрията в Битоля.

## Биография
Роден е в 1919 година в Битоля, тогава в Кралството на сърби, хървати и словенци. Завършва основно и средно образование в родния си град, а след това Медицинския факултет на Белградския университет. Включва се в Здравния комитет в Битоля, формиран в 1941 година. Прави специализация по педиатрия в Белград и след това заминава за Париж, където една година специализира в болницата „Анфан Малад“. В 1948 година започва работа в Битолската болница, на която от 1954 до 1956 година е директор. От 1956 година е асистент в катедрата по педиатрия в Скопие. В Клиниката по педиатрия в Скопие основава хематологична и генетична лаборатория.
Автор е на голям брой научни трудове в областта на молекулярните и генетичните проблеми.
Баща е на лекаря Алексей Дума.